# 翟師雍
翟師雍（16世紀—1643年），字如臨，山西平陽府襄陵縣人，明朝政治人物。

## 生平
萬曆二十五年（1597年）中舉人經魁，二十九年（1601年）成進士，獲授行人，陞為戶部主事、員外郎，外任大名府知府，捐出俸祿買田惠及窮人。
之後翟師雍歷任河南睢陳兵備道副使、山東參政、山東按察使，督理七省漕運，寫下《飭漕末議》；再陞為湖廣右布政使，轉左布政使，調為陝西關內道，勦滅流寇多立功勞。回鄉後遇上李自成變亂，他不屈服被殺，人們都敬仰他的完節。

## 家族
翟師雍和弟弟翟師偃、翟師有並稱「河東三鳳」。